# Tyrotama abyssus
Tyrotama abyssus là một loài nhện trong họ Hersiliidae. T. abyssus được miêu tả năm 2005 bởi Foord & Dippenaar-Schoeman.